# Zebulon Pike

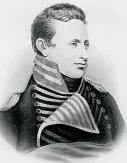
Zebulon Pike

Zebulon Montgomery Pike (* 5. Januar 1779; † 27. April 1813) war ein US-amerikanischer Offizier und Entdecker.
Der Pikes Peak, ein Berg in Colorado, wurde nach ihm benannt. Die von ihm geleitete Pike-Expedition, vielfach mit der bekannten Lewis-und-Clark-Expedition verglichen, kartierte einen Großteil der südlichen Landfläche des Louisiana Purchase.
Pike wurde in Lamberton, New Jersey geboren. Sein gleichnamiger Vater war Offizier der United States Army unter General George Washington. Pike junior wuchs in verschiedenen Armee-Außenposten auf und trat 1794 als Kadett in das Regiment seines Vaters ein.
Nach einer unauffälligen Militärkarriere wurde er von General James Wilkinson beauftragt, das Quellgebiet des Mississippi River zu erkunden. Diese erste Expedition verlief relativ erfolglos, doch nach seiner Rückkehr im Jahr 1806 wurde er erneut ausgesandt und führte nun die eigentliche Pike-Expedition (15. Juli 1806 bis 1. Juli 1807) zur Erkundung des Westens. Diese Reise wurde sein Lebenswerk und endete mit einem Gefängnisaufenthalt im damals noch spanischen New Mexico.
Pike, der mittlerweile zum Brigadegeneral befördert worden war, nahm im April 1813 an einer militärischen Expedition teil. Das Ziel der US-amerikanischen Einheiten war die Einnahme von York (heute Toronto). Als sich die Truppen am 27. April dem britischen Fort näherten, sprengte dessen Besatzung die Munitionskammern. Durch herumfliegende Trümmer wurden mehrere Amerikaner, darunter Pike, getötet.
Mehrere Pike Countys und der Pike National Forest in den USA wurden nach ihm benannt.